# Marco Thaler
Marco Thaler (28 giugno 1994) è un calciatore svizzero, difensore dell'Aarau.